# Divisione No. 11 (Saskatchewan)
La Divisione No. 11 è una divisione censuaria del Saskatchewan, Canada di 244 273 abitanti, i cui centro maggiore è Saskatoon.

## Comunità
- Comunità principali
  - Allan
  - Dalmeny
  - Davidson
  - Dundurn
  - Langham
  - Lanigan
  - Martensville
  - Osler
  - Outlook
  - Saskatoon
  - Warman
  - Watrous
- Municipalità rurali
  - RM No. 250 Last Mountain Valley
  - RM No. 251 Big Arm
  - RM No. 252 Arm River
  - RM No. 253 Willner
  - RM No. 254 Loreburn
  - RM No. 280 Wreford
  - RM No. 281 Wood Creek
  - RM No. 282 McCraney
  - RM No. 283 Rosedale
  - RM No. 284 Rudy
  - RM No. 310 Usborne
  - RM No. 312 Morris
  - RM No. 313 Lost River
  - RM No. 314 Dundurn
  - RM No. 340 Wolverine
  - RM No. 341 Viscount
  - RM No. 342 Colonsay
  - RM No. 343 Blucher
  - RM No. 344 Corman Park
- Riserve
  - White Cap 94